# フレデリクス・ルイシ

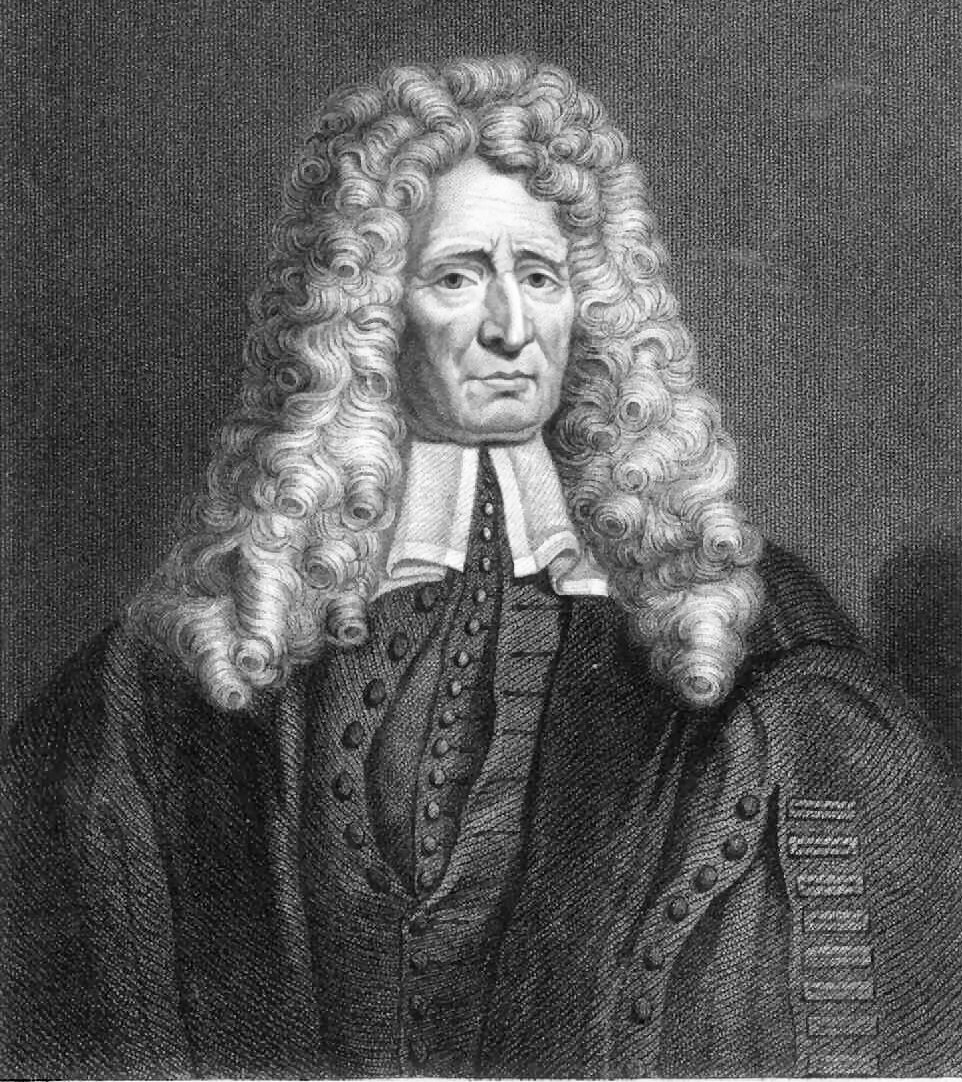
フレデリクス・ルイシ

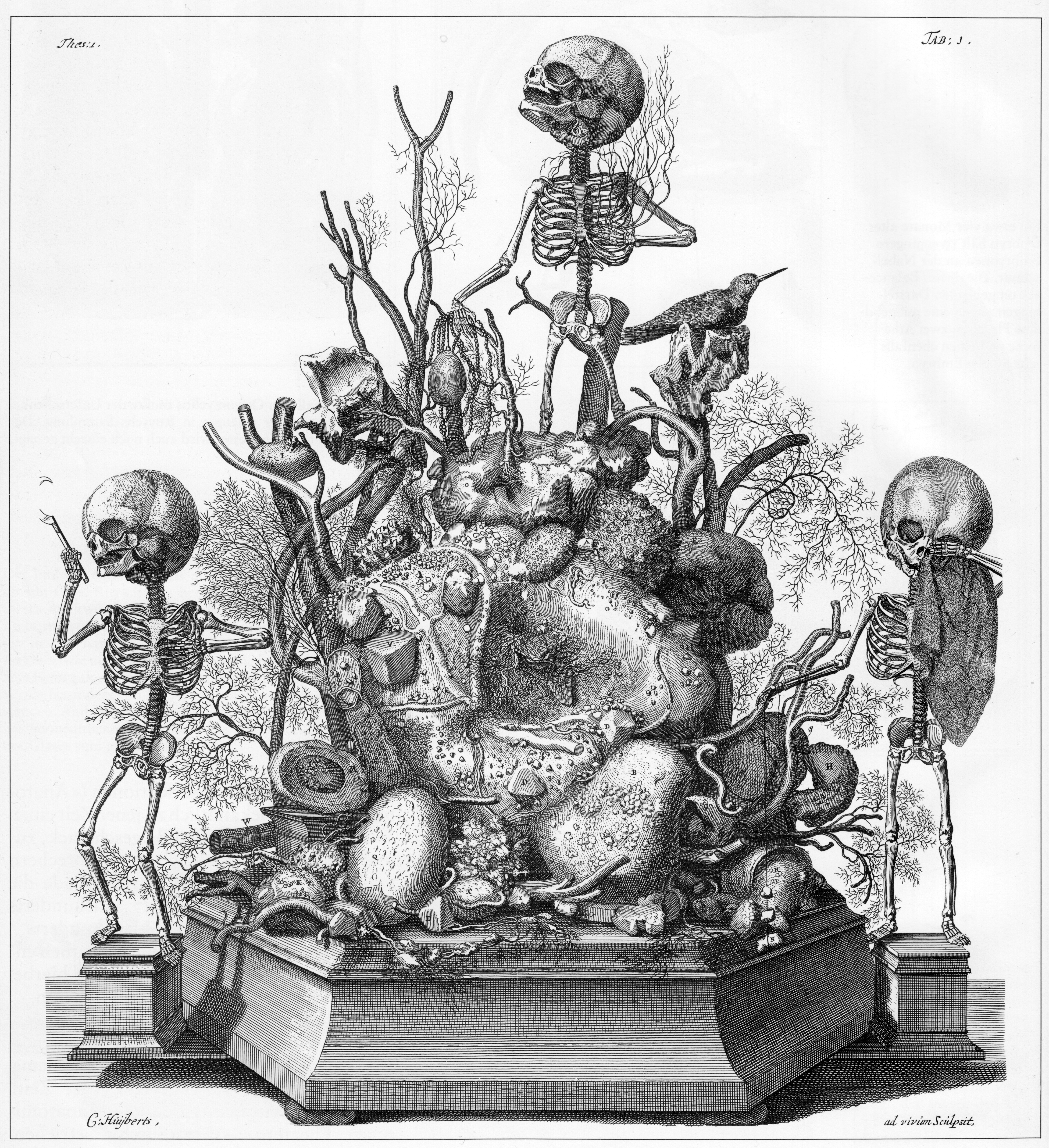
ルイシのジオラマを描いた図

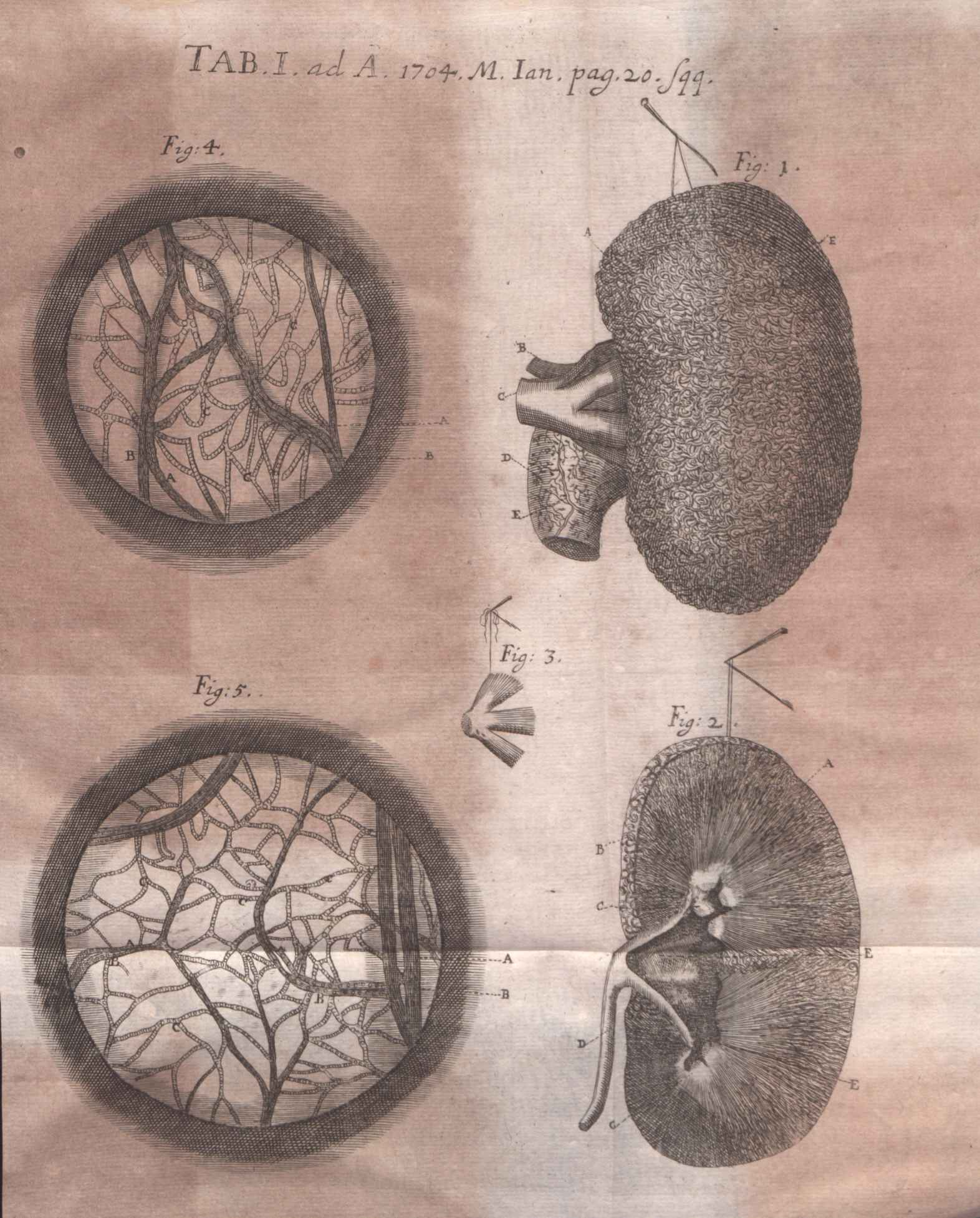
Thesaurus anatomicus (Acta eruditorum, 1704)

フレデリクス・ルイシ（Frederik Ruysch、1638年3月23日‐1731年2月22日）は、オランダの植物学者、解剖学者。彼は、解剖標本や人体を使用したジオラマやモチーフとした絵画を残したことで知られている。

## 生涯
ハーグ市生まれ。小役人だった父ヘンドリック・ルイシと母アンナの間に生まれたフレデリクスは、若くして父を亡くし、早くから薬屋の使いとして働いていた。そこで薬を扱う事を覚えた。1661年には建築家ピーテル・ポスト(en)の娘と結婚し、フレデリクスは生涯で12人の子供を儲けた。ギルドに属さず開いた店を閉鎖へ追いやられる体験もしたが、彼は進学したライデン大学のフランシス・シルヴィウス教授の下で学んだ解剖学にたいへんな興味を覚えた。1664年に同校を卒業した。
1666年にはアムステルダムの外科学者ギルドの「praelector」となり、翌年にはアムステルダム大学教授職に就任した。1668年には市の助産婦を指導する中心的役割を果たし、1679年にはアムステルダム裁判所の法廷アドバイサーにも就いた。1685年には植物園で植物学を教える講師役も担った。
フレデリクスは、蛇の研究を通じてリンパ系や鋤鼻器が持つ弁の存在を示した事で知られる。
彼が最高の手腕を発揮したのは、解剖そして標本の展示や保存に使用した秘密の薬液「liquor balsamicum」（「芳醇な液体」の意か?）発明にあった。また、解剖した人体の骨格や組織を樹脂で固め、盆栽風ジオラマを作成したことでも知られる。後に女流画家となった彼の娘ラッヘル・ライス（ルイシ:Rachel Ruysch）は花やレースで父の作品に装飾をする手伝いをしている。フレデリクスは自宅5部屋にこれら標本や作品類を展示し、「repository of curiosities」（「驚異の部屋」）と名づけて公開した。1697年にはロシアのピョートル1世がここを訪れた。フレデリクスは蝶の捕獲と標本の方法について教授し、またともにトカゲに興味を持つなど共通点もあった。
アルベルトゥス・セバ(Albertus Seba)と同様に、フレデリクスは1717年に彼の「驚異の部屋」を、保存用薬液の秘密とともに30,000ギルダーでピョートル1世に売り払った。分類や梱包の手助けを一切せずにコレクションが搬出される様を見送ると、フレデリクスは新たに標本の収集を始めた。これらは、彼の死後にアウグスト2世が買い取った。
彼が収集した標本のいくつかは現存するが、彼の「作品」はどれも亡失しており、わずかにCornelius Huyberts作の彫版などで窺い知れるのみである。彼はヘルマン・ブールハーフェとの共著を残している。

## 参考
- Short biography